# 2MASSW J2206228-204705
2MASSW J2206228-204705 — двойная звезда в созвездии Водолея на расстоянии приблизительно 87 световых лет (около 26,7 парсек) от Солнца.
Объект околопланетной массы 2M 2206-20 b открыт группой астрономов в 2010 году.

## Характеристики
Первый компонент (WDS J22064-2047A) — красный карлик спектрального класса M8. Видимая звёздная величина звезды — +13,12m. Масса — около 0,13 солнечной, радиус — около 0,11 солнечного. Эффективная температура — около 2350 К.
Второй компонент (2M 2206-20 b) — красный карлик спектрального класса M8. Видимая звёздная величина звезды — +13,27m. Масса — около 30 юпитерианских, радиус — около 1,3 юпитерианского. Эффективная температура — около 2250 К. Орбитальный период — около 8686 суток (23,78 года). Удалён на 0,2 угловой секунды (4,48 а.е.).